# اکراس سرخ‌فام
اکراس سرخ‌فام از اکراس های راسته لک‌لک‌سانان است. زیستگاه این پرنده شمال آمریکای جنوبی و کوبا است.